# Chorisodontium cylindrothecium
Chorisodontium cylindrothecium là một loài rêu trong họ Dicranaceae. Loài này được Mitt. Sakurai mô tả khoa học đầu tiên năm 1940.